# Espace de l'art concret

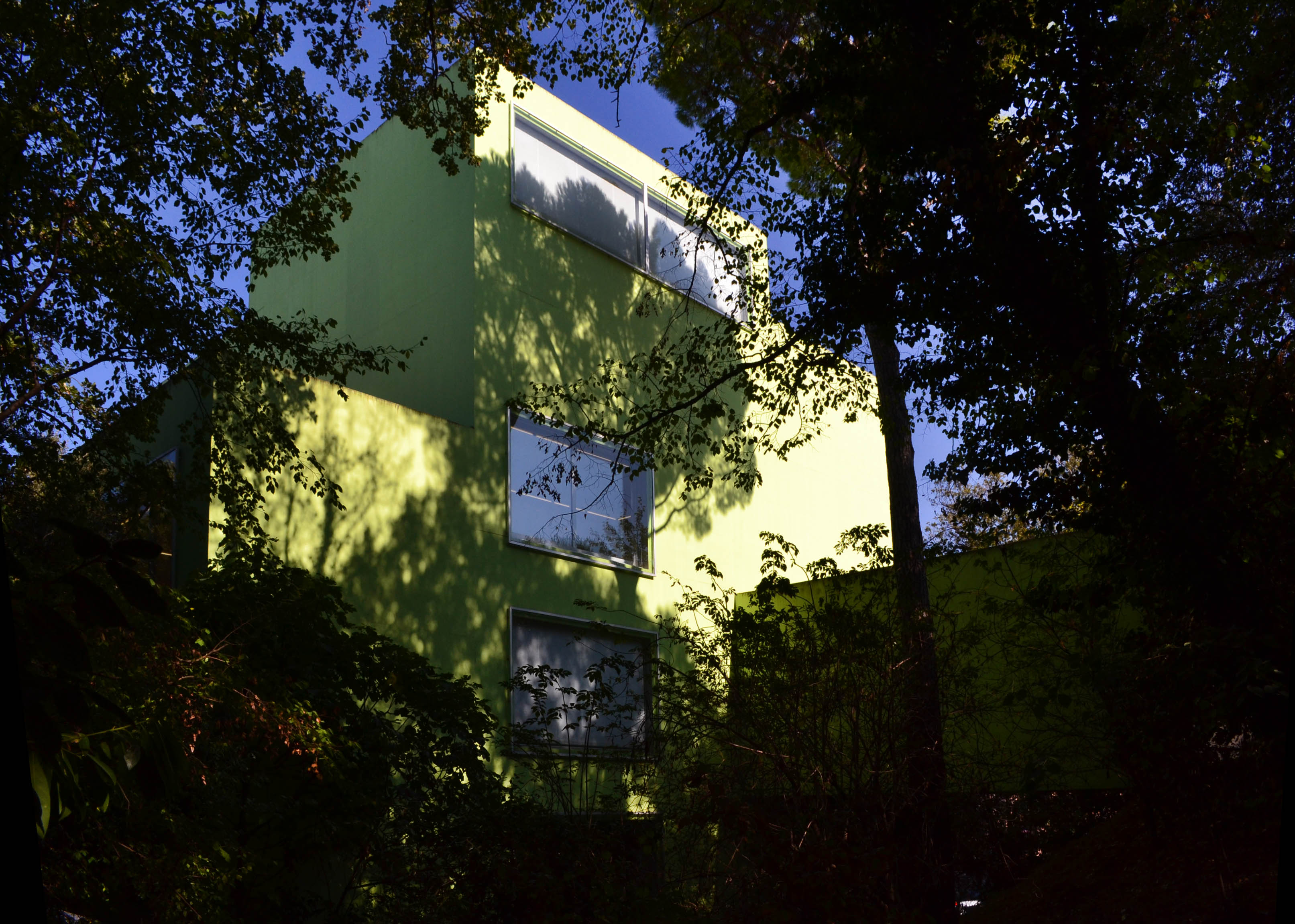
Vue du bâtiment de la donation Albers-Honegger dans le parc du château de Mouans-Sartoux.

L’Espace de l’art concret est un centre d'art contemporain dans les Alpes-Maritimes.
Créé en 1990, il est doté d’une collection d’art abstrait, la donation Albers-Honegger. Classée « trésor national » et inscrite sur l'inventaire du Centre national des arts plastiques, cette collection offre au public un ensemble de plus de 700 œuvres représentatif des multiples tendances de l'abstraction géométrique. Elle rassemble les œuvres données à l’État français par Gottfried Honegger et Sybil Albers, complétées par d'autres donations comme celles d'Aurélie Nemours, d'EMMANUEL[Qui ?], de Lanfranco Bombelli et de Gilbert et Catherine Brownstone,.
L’EAC s’inscrit dans l’histoire avec le château du XVIe siècle de Mouans-Sartoux et le bâtiment contemporain de la collection permanente (architecte, Gigon Guyer, 2004), dans le cadre du parc réaménagé par Gilles Clément.

## Historique

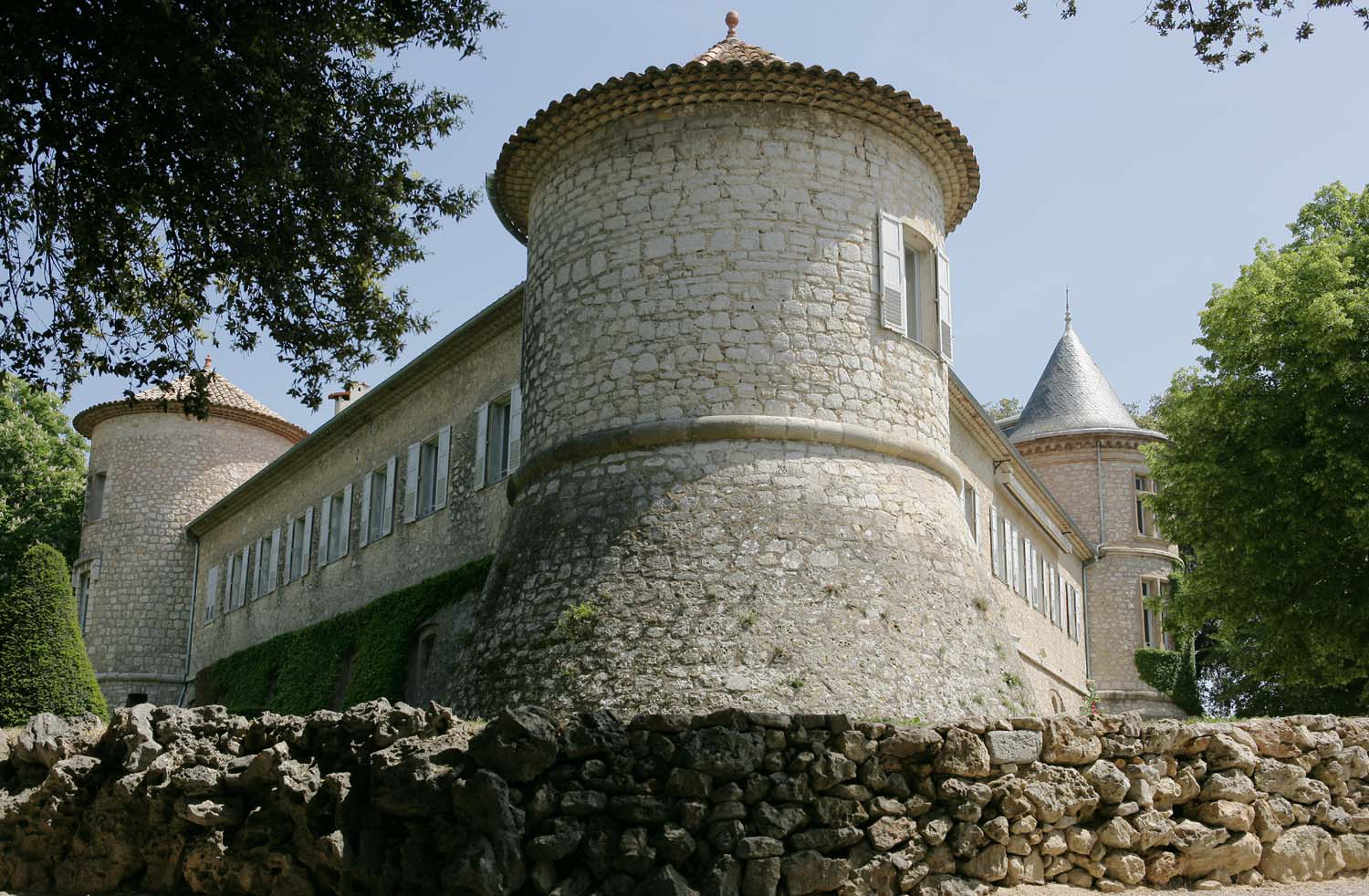
Vue du château de Mouans-Sartoux, architecture en forme triangulaire

Inauguré en 1990, l 'Espace de l'Art Concret doit sa création à la conjonction de plusieurs volontés : celle de deux collectionneurs suisses, Sybil Albers et Gottfried Honegger et celle du maire de Mouans-Sartoux de 1974 à 2015, André Aschieri.   
Les deux collectionneurs ont souhaité rendre accessible leur collection d’œuvres d'art au public. Elle a été mise en dépôt auprès de la Ville de Mouans-Sartoux de 1990 à 2000. Au moment où l’Espace de l’Art Concret fête ses dix ans, Sybil Albers et Gottfried Honegger procèdent à la donation de leur collection à l’État, à condition qu'un bâtiment soit construit pour la conversation et la valorisation de celle-ci. Ce sont les architectures suisses Gigon&Guyer qui remportent le concours lancé pour la création du bâtiment qui sera inauguré le 26 juin 2004.  
Depuis lors, de nombreuses donations complémentaires sont venues enrichir la collection initiale, émanant de Sybil Albers et Gottfried Honegger, d’Aurelie Nemours, d'EMMANUEL, de Lanfranco Bombelli et de Gilbert et Catherine Brownstone.     

## La collection
(novembre 2019).
Liste non exhaustive des artistes de la collection:
| - Alvar Aalto - Josef Albers - Jürgen Albrecht - Jürg Altherr - Sanae Ando - Carl Andre - Ian Anull - John M. Armleder - Jean Arp - Bernard Aubertin - Robert Barry - Cécile Bart - Larry Bell - Harry Bertoia - Alberto Berliat - Jean-Pierre Bertrand - Joseph Beuys - Jakob Bill - Max Bill - Walter Bodmer | - Hartmut Bohm - Lafranco Bombelli - Mario Botta - Andreas Brandt - Matt Braun - Marcel Breuer - Daniel Buren - Pol Bury - André Cadere - Marcelle Cahn - Antonio Calderara - Mary Callery - Ernst Caramelle - César - Alan Charlton - Ivan Chermayeff - Eduardo Chillida - Andreas Christen - Christo - Corinne Corson  | - Xavier Corbero - Dadamaino - Dominique Dehais - Herman de Vries - Ad Dekkers - Sonia Delaunay - Rita Donagh - Piero Dorazio - Jean-François Dubreuil - Charles Eames - Jacob El hanani - Emmanuel - Rita Ernst - Sérvulo Esmeraldo - Adolfo Estrada - Mikael Fagerlund - Olivier Fanello - Helmut Fderle - Dominique Figarella - Dan Flavin - Sam Francis | - Bernard Frize - A. G. Fronzoni - Günter Fruhtrunk - Arend Fuhrmann - Heinz Gappmayr - Frank Gehry - Karl Gerstner - Augusto Giacometti - Raimund Girke - Fritz Glarner - Hans Jörg Glattfelder (de) - Jean Gorin - Camille Graeser - Eileen Gray - Stefan Gritsch - Marie-Ange Guilleminot - Christoph Haerle - Marcia Hafif - Herbert Hamak - Heijo Hangen | - Urs Hartmann - Al Held - Auguste Herbin - Christian Herdeg - André Heurtaux - Thomas Hirschhorn - Gottfried Honegger - Max Huber (de) - Shirley Jaffe - Donald Judd - Anne-Marie Jugnet - Raphaël Julliard - Yves Klein - Imi Knoebel - Nikolaus Koliusis - Joseph Kosuth - Piotr Kowalski - Jan Kubieck - František Kupka - Warja Lavater - Le Corbusier |
| - Benoît Lemercier - Sol LeWitt - Tatianna Loguine-Mouravieff - Richard Paul Lohse - Richard Long - Ingeborg Luscher - Adolf Luther - Heinz Mack - Gilles Mahe - Vadim Makarov - Man Ray - Piero Manzoni - John McCracken - Henri Michaux - Ludwig Mies van der Rohe                                           | - Fernando Mignoni - Manfred Mohr - François Morellet - Olivier Mosset - Émile Muller - Bruno Munari - Knut Navrot - Aurélie Nemours - Mario Nigro - Meret Oppenheim - Verner Panton - François Perrodin - Georg Karl Pfahler - Arnaldo Pomodoro - Luibov Popova - Jean Prouvé - David Rabinowitch - Jean-Pierre Raynaud | - Torsten Ridell - Gerrit Rietveld - Gerwald Rockenschaub - Jaume Rocamora - Sigurd Rompza - Ulrich Rückriem - Nelly Rudin - Claude Rutault - Reiner Ruthenbeck - Laurent Saksik - Salm van der Franck - Fred Sandback - Karin Sander - Ludwig Sander - Alfons Schilling - Jan Schoonhoven                                                                  | - Alf Schuler (de) - Nikolaus Schwabe - Sean Scully - Richard Serra - Michel Seuphor - Stefan Sieboth - Hans Silvester - SIRCH + BITZER - Kimber Smith - Gottlieb Soland - Keith Sonnier - Jesús-Rafael Soto - Philippe Starck - Karl-Heinz Strohle - George Sugarman (en) - Cédric Teisseire - Dominique Thevenin - Jean Tinguely                            | - Niele Toroni - William Turnbull - James Turrell - Günther Uecker - Alan Uglow - Günther Umberg - Elisabeth Vary - Bernar Venet - Michel Verjux - Claude Viallat - Carlo Vivarelli (it) - Friedrich Vordemberge-Gildewart (en) - Wilhelm Wagenfeld - Franz Erhard Walther - Andy Warhol - WASSERBURGER C.A. - Robert Watts                                 |

## Expositions
Liste non exhaustive des expositions présentées à l'EAC  ces 5 dernières années
- L’abstraction géométrique belge (06__11.2015)[3]
- Gottfried Honegger alpha omega (01__05.2016)[4]
- Bernard Venet Les origines 1961_1966 (06__11.2016)[5]
- Pascal Pinaud c'est à vous de voir (12.2016__03.2017)[6]
- Olivier Mosset et Baptiste Jean Sauvage Olt (04__11.2017)
- Carlos Cruz Diez & la Donation Albers-Honegger Dialogues concrets (06.2017__06.2018)[7]
- Donation Albers Honegger Rue du Départ (12.2017__01.2018)
- Renaud Auguste-Dormeuil Don't let me be missunderstood (01__06.2018)
- Women on paper (07__11.2018)
- Pablo Picasso & la Donation Albers-Honegger (07__10.2018)
- Sylvie Fanchon QUEPUISJEFAIREPOURVOUS (12.2018__04.2019)[8]
- bis repetita placent (07__11.2019)
- Francisco Sobrino Sculptures dans le parc (07.2019__2020)
- Gerard Traquandi & la Donation Albers-Honegger (04.2019__04.2020)[9],[10],[11]

## Directeurs de l'EAC depuis 1990
- Marnix Bonnike (1990 • 1992)
- Odile Biec Morello (1992 • 2001)[12]
- Dominique Boudou (2001 • 2005)
- Jean-Marc Avrilla (2006 • 2009)
- Fabienne Grasser-Fulchéri, depuis février 2010

### Filmographie
- Artistes et architectes, de Françoise Arnold, 35 min, 2006 ; produit par les Productions du Effa et la maison de l'architecture et de la ville PACA. Le peintre Gérard Traquandi propose une réflexion sur la manière dont l'architecture accueille l'art.